# Грюбинген
Грю́бинген (нем. Gruibingen) — община в Германии, в земле Баден-Вюртемберг. 
Подчиняется административному округу Штутгарт. Входит в состав района Гёппинген.  Население составляет 2067 человек (на 31 декабря 2010 года). Занимает площадь 23,05 км².

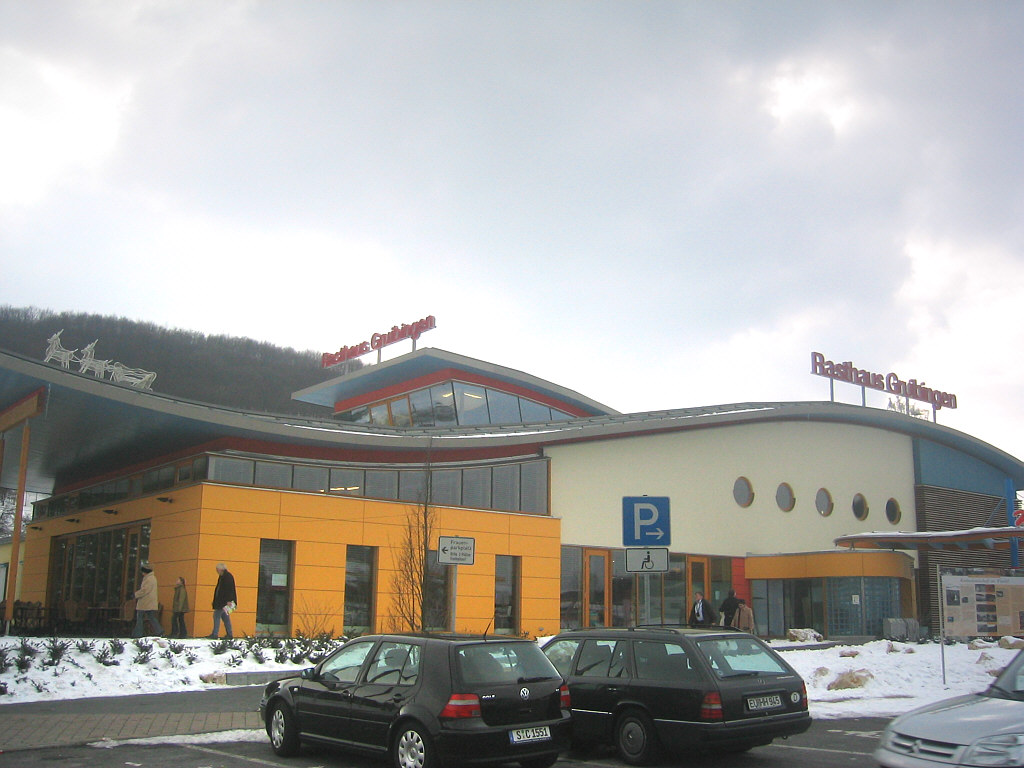
Грюбинген